# 幸元しせら
幸元 しせら（さちもと しせら、1996年2月27日 - ）は、日本の女優である。旧芸名は幸元 紫世羅（読み同じ）。神奈川県出身。血液型はAB型。活動当時はムーン・ザ・チャイルドに所属していた。
2004年に放送のCMで芸能界デビュー。CMのほか、映画やテレビ番組にも出演し、雑誌などのモデルも務めた。
2010年、芸名を幸元 紫世羅から幸元 しせらへ改めた。

## 出演

### CM
- NTT西日本（2004年6月）
- 液体ムヒ ラジオCM（2004年6月、池田模範堂）
- ハッピーセット「ミルモでポン!」編（2004年11月、日本マクドナルド）

### 映画
- メタセコイヤの木の下で（2004年8月、社会福祉法人ありのまま舎） - 山崎純子（幼少期） 役
- スープ〜生まれ変わりの物語〜（2012年7月、リンクライツ）生徒役

### ビデオパッケージ
- キットカット（2005年11月、ネスレ日本）

### テレビ
- BS日めくりタイムトラベル（2009年）

## スチールモデル

### 雑誌・ムック
- 住宅情報タウンズ（2006年11月、リクルート）
- レディブティックシリーズ no.2561 女の子のかわいい夏服（2007年6月、ブティック社、ISBN 978-4-8347-2561-2）

### その他
- 日本図書普及（2006年1月）
- ファイザー製薬（2007年10月）

### 広告
- しまむら（2007-2008年）
- パシオス（2007-2008年）
- サミット（2007年）
- 西友（2007年）
- 長崎屋（2007年）
- ダイエー（2007年）